# Stück
Le stück (« morceau » en alsacien) est une monnaie locale complémentaire lancée le 3 octobre 2015 en Alsace, ayant cours dans un rayon de 50 km autour de Strasbourg.
Cette monnaie est indexée sur l'euro, s'échange sous forme de billets et a pour but de dynamiser l'économie locale. Cette monnaie est gérée par une association portant le même nom.

## Objectif
L'objectif affiché de l'association est de créer « un réseau d’acteurs au service de la consommation raisonnée et raisonnable », en encourageant les transactions locales ainsi que les initiatives éthiques des commerçantes et commerçants. Le stück n'a pas pour objectif de remplacer l'euro.

## Fonctionnement
Le stück est basée sur l'euro avec un taux de change unitaire. Son utilisation est réservée aux personnes membres de l'association.
Les euros récoltés par l'association au moment d'un change monétaire sont placés sur un compte à La Nef et au Crédit municipal.
À ses débuts, la monnaie était « fondante » et perdait 2 % de sa valeur tous les neuf mois, cela afin d'augmenter sa vitesse de circulation. Cette particularité a ensuite été retirée en février 2017 en raison de la complexité engendrée par ce principe, qui décourageaient les usagers.